# 此君亭嶋丸
此君亭 嶋丸（しくんてい しままる、生没年不詳）とは、江戸時代の大坂の狂歌師、浮世絵師。

## 来歴
大坂の人で通称は丸屋源七、浄国寺町に住んだ。雌雄軒社の狂歌師で、狂歌名を此君亭嶋丸と称す。絵も描き天保の頃に摺物を残している。

## 作品
- 「大星由良之助・三世中村歌右衛門」　横摺物　※天保元年（1830年）